# Conchidium filiforme
Conchidium filiforme là một loài thực vật có hoa trong họ Lan. Loài này được (Wight) Rauschert mô tả khoa học đầu tiên năm 1983.